# Билецкий, Андрей Евгеньевич
Андре́й Евге́ньевич Биле́цкий (укр. Андрі́й Євге́нійович Біле́цький ; род. 5 августа 1979, Харьков) — украинский политический деятель, бывший руководитель расистских организаций «Патриот Украины» и Социал-национальной ассамблеи, входивших в Правый сектор.
В начале 2000-х годов Билецкий под влиянием российских неонацистов поддерживал объединение славян и был против интеграции с ЕС. В 2014 году после захвата Мариуполя поддерживаемыми РФ сепаратистами пересмотрел свои взгляды и сформировал на то время праворадикальный батальон «Азов», который освободил город. Покинул полк в 2014 году. Полковник. Депутат Верховной Рады Украины VIII созыва, внефракционный.
С началом полномасштабной агрессии России в Украине, находясь на момент начала вторжения в Киеве, сформировал подразделение «ТрО Азов-Киев», позже ставшим «ССО Азов-Киев», и далее перформированной в 3-ю отдельную штурмовую бригаду Вооруженных Сил Украины.

## Биография
Родился 5 августа 1979 года в Харькове в украинской семье. Отец — Евгений Михайлович Билецкий, родом из села Краснопавловка Лозовского района Харьковской области. Мать — Елена Анатольевна Билецкая (Лукашевич), родом с Житомирской области.
В 2001 г. окончил с отличием исторический факультет Харьковского национального университета им. В. Н. Каразина. Дипломная работа была посвящена деятельности Украинской повстанческой армии. После окончания университета работал преподавателем в харьковских ВУЗах, продолжал изучать военную историю Украины. Неформальное руководство его научной деятельностью осуществлял известный украинский историк Ярослав Дашкевич.
С юношеских лет активно занимался спортом, имеет 1-й юношеский разряд по боксу. Впоследствии занимался ножевым боем, фехтованием, стрельбой и другими видами спорта.

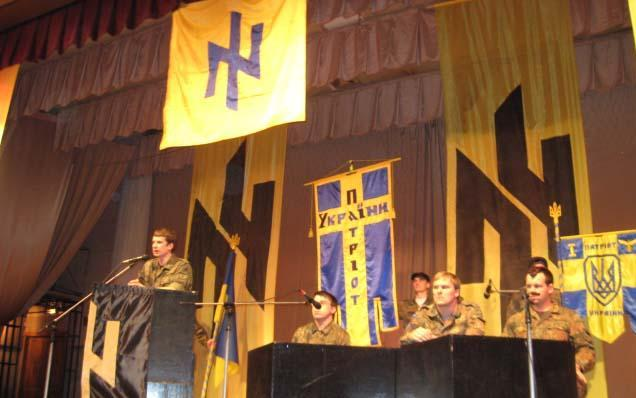
Выступление А.Билецкого на ІІ Всеукраинском съезде «Патриота Украины» (г. Харьков, 12.04.2008 г.)

Активное участие в националистическом движении принимал со студенческих времён.
В 1999 году вместе с группой харьковских спортсменов-националистов предпринял попытку выехать на войну в Косово на стороне сербских неонацистов, по его словам, для борьбы с «исламской экспансией на Балканах».
В 2001 году принял участие в мартовских акциях протеста в Киеве в рамках кампании «Украина без Кучмы», во время которых был задержан милицией и попал под административный арест.
С 2002 года возглавлял Харьковский отряд Организации «Тризуб» им. С. Бандеры. Впоследствии сотрудничал с Украинской консервативной партией.
В 2003 году начал активно сотрудничать с Харьковской ячейкой Социал-национальной партии Украины (СНПУ, ныне Всеукраинское объединение «Свобода»), выступал против её либерализации и превращения в ВО «Свобода».
После роспуска Общества содействия Вооружённым Силам и ВМСУ «Патриот Украины» при СНПУ создал новую, независимую от каких-либо партийных структур организацию «Патриот Украины», с начала основания которой является её бессменным лидером. Первыми членами организации стали молодые бойцы харьковских ячеек СНПУ, УНА-УНСО и «Тризуба».
В годы губернаторства Арсена Авакова в Харькове (2005—2010) организация «Патриот Украины» была привлечена властью и милицией для контроля за «нелегальными мигрантами» в студенческих общежитиях, а также ликвидации торговых киосков.
С начала деятельности организации планирует, координирует и принимает непосредственное участие во всех её мероприятиях, в том числе акциях прямого действия. Лично возглавлял практически все группы бойцов, которые проводили операции по выявлению и разгрому точек наркоторговли, задержания нелегальных мигрантов, и т. д. Руководил массовыми акциям организации (марши, митинги, спортивные мероприятия, акции гражданского неповиновения и массовые силовые акции). Во время столкновений с милицией на марше в честь УПА 18 октября 2008 г. стоял во главе атакующей колонны и был арестован вместе со всеми бойцами организации.
Билецкий руководит также организациями Социал-национальная ассамблея и Патриот Украины. Политологи Андреас Умланд и Антон Шеховцов отмечали что ещё в начале 2014 года эти националистические группировки, входившие в Правый сектор и принимавшие участие в Евромайдане, были почти не известны на Украине и за её пределами. Однако весной 2014 года активисты СНА составили костяк добровольческого батальона «Азов», который принял участие в вооруженном конфликте на востоке Украины.
1 ноября 2018 года был включен в список украинских физических лиц, против которых российским правительством введены санкции.
2 октября 2023 года Росфинмониторинг включил Андрея Билецкого в перечень террористов и экстремистов.
Прозвище — «Белый вождь»[значимость факта?].

## Взгляды
Билецкий считает, что идея украинской государственности (идея Золотого века) имеет корни «в имперском прошлом украинских государств — Государства Скифов, Киевско-Русской Империи, Казацкого государства», а также «в колоссальном увеличении этнической территории в XIX веке». При этом новое понимание национальной идеи свободно от общечеловеческих ценностей и «гордо именует себя шовинистским».
Критикует Билецкий и «национал-либералов», которые отдают приоритет вопросам культурного национализма (в частности языковому), а не расовому аспекту. Так как национальная культура, по мнению Билецкого, происходит от природы народа, а не от языка, религии, экономики и т. д.
В 2014 году Билецкий писал, что «историческая миссия нашей нации в этот критический момент — возглавить и повести за собой Белые Народы всего мира в последний крестовый поход за её существование. Поход против возглавляемого семитами недочеловечества».
При этом сам Билецкий не считает себя неонацистом, утверждая что он и его соратники — «украинские националисты, которые верят в светлое и великое будущее своей страны».
Языковой вопрос для Андрея Билецкого не является ключевым (сам он свободно владеет русским и украинским, последний считает для себя родным, несмотря на то что в детстве говорил только по-русски), по его мнению язык не является главной маркой проявления патриотизма.
Отмечал, что не является сторонником НАТО «как военно-политического союза».
В 2006—2010 годах Билецкий высказывал некоторые расистские комментарии; с 2014 года не делал публичных расистских высказываний, но часто выступает с анти-ЛГБТ-комментариями.

## Уголовное преследование
19 ноября 2011 года на Андрея Билецкого было совершено покушение. На проспекте Победы в него несколько раз выстрелили из револьвера. Одна пуля попала ему в челюсть, другая — прострелила руку. Вечером того же дня сам раненый поехал в 4-ю больницу неотложной хирургии г. Харькова, где ему провели две операции, в ходе которых были извлечены две пули. Милиция классифицировала произошедшее как хулиганство.
27 декабря 2011 года Андрей Билецкий был арестован по обвинению в деле о нападении на Сергея Колесника по ст. 187 Уголовного кодекса (разбой, осуществленный по предварительному сговору группой лиц). 29 декабря 2011 г. в отношении него была избрана мера пресечения в виде 2-х месяцев содержания под стражей. 16 февраля 2012 срок пребывания под стражей был продлён до 27 апреля 2012. Содержался в Харьковском СИЗО, известном как «Холодногорская тюрьма».
Данные действия СБУ и МВД организованное социал-националистическое движение расценило как политические репрессии. С связи с чем в разных городах Украины проходили акции протеста против политических репрессий в отношении украинских националистов (в частности, в Киеве, Харькове, Львове, Донецке, Житомире, Ивано-Франковске). По данным политолога Вячеслава Лихачева национал-радикалы из данных организаций обвинялись в уголовных преступлениях — избиениях, грабежах, покушении на убийство.
Став министром внутренних дел Украины в феврале 2014 года, Аваков добился, чтобы 24 февраля 2014 года Верховная Рада приняла постановление № 4202 «Об освобождении политзаключённых». Исполняя это постановление, 25 февраля «Андрею Билецкому, Игорю Михайленко, Виталию Княжескому, Олегу Однороженко и Сергею Павличенко, которые содержались в Харьковском следственном изоляторе и Диканевской ВК № 12 УДПтСУ в Харьковской области, выдали справки об освобождении из указанных учреждений».
12 марта 2014 года Андрей Билецкий был назначен руководителем силового блока «Правого сектора» (Восток) в составе четырёх областей: Харьковской, Донецкой, Полтавской и Луганской. Он получил должность и звание в структуре МВД.

## Вооруженный конфликт на востоке Украины
Во время вооруженного конфликта на востоке Украины Андрей Билецкий был командиром полка МВД «Азов». По его заверениям он лично командовал операцией по восстановлению контроля над Мариуполем, при этом по его же заявлениям ему пришлось в последний момент менять план действий из-за неправдивых данных, предоставленных разведкой ВСУ.
2 августа 2014 года указом президента Порошенко награждён орденом «За мужество» III степени.
18 сентября 2014 года при реформировании батальона «Азов» в полк Андрей Билецкий в звании подполковника милиции назначается командиром полка.

## Выборы в Верховную раду. Народный депутат Украины
В сентябре 2014 года был включен в военный совет партии Народный фронт Арсения Яценюка и Александра Турчинова.
Инициативная группа правозащитников и исследователей праворадикальных движений обратилась с открытым письмом к Арсению Яценюку с призывом не выдвигать командира батальона «Азов» Андрея Билецкого кандидатом от «Народного фронта» на внеочередных выборах в Верховную Раду, так как он «не отказался публично от человеконенавистнической, антилиберальной, антиевропейской и откровенно расистской идеологии своего движения». По мнению группы участие Билецкого в деятельности партии легитимизировало бы расизм и неонацизм в украинском обществе, а также нанесло бы ущерб репутации партии.
Билецкий отказался от участия в выборах по её партийному списку на внеочередных парламентских выборах, но 23 сентября 2014 года подал документы на регистрацию в качестве кандидата в народные депутаты Украины, как независимый кандидат по 217-му одномандатному округу в Киеве (Оболонь).
2 октября в пользу Андрея Билецкого снял свою кандидатуру советник главы МВД Украины Арсена Авакова Зорян Шкиряк, решивший также стать доверенным лицом своего бывшего политического оппонента.
26 октября Андрей Билецкий победил на выборах в своём округе, набрав 33,75 % (31 445 голосов). В Верховной раде является заместителем главы комитета по вопросам национальной безопасности и обороны, а также входит в группы по межпарламентским связям с Грузией, Великобританией, Израилем, США, Польшей и Литвой.
За три года работы в Верховной раде Андрей Билецкий участвовал в 2,09 % от общего числа голосований парламента страны. Он принял участие в 229 голосованиях, заняв пятое место в рейтинге депутатов с наименьшим числом голосований. Билецкий пропустил 328 заседаний украинского парламента. Кроме того, он пропустил все заседания Рады в 2016 и не появлялся в парламенте по состоянию на март 2017 года. Согласно исследованию Комитета избирателей Украины, опубликованному в августе 2017 года, Андрей Билецкий не стал автором ни одного принятого закона в Верховной раде. Также он находится на первом месте среди народных депутатов по числу безуспешных проектов законов (30 штук).
Билецкий не был переизбран на выборах 2019 года.

## Семья
В 2003 году женился на Юлии Александровне Билецкой (Брусенко). В 2007 году у них родился сын Александр. В апреле 2016 года по инициативе Андрея супруги Билецкие развелись. Решение о разводе было утверждено Дзержинским районным судом Харькова.